# Agamotto
Agamotto è un personaggio dei fumetti, creato da Stan Lee (testi) e Steve Ditko (disegni), pubblicato dalla Marvel Comics. La sua prima apparizione è in Strange Tales (vol. 1) n. 115 (dicembre 1963).
È la fonte dell'Occhio di Agamotto, un oggetto usato abitualmente dal Dottor Strange.

## Biografia del personaggio
Assieme a Oshtur e Hoggoth, Agamotto è uno dei tre Vishanti eterni e una delle più potenti entità nell'Universo Marvel. I Vishanti concedono conoscenza e potere e sono i principali contatti del Supremo della terra. Poco si sa di Agamotto e dei suoi compagni Vishanti, sicuramente esisteva ancora prima che la Terra fosse creata e che nella sua dimensione ha potere a sufficienza da poter tener testa a Eternità in persona. Per alcuni Agamotto fu il primo Supremo della Terra, questo potrebbe significare che Agamotto difese il pianeta dalle forze del male ancora prima della comparsa del primo e vero Supremo. Agamotto scelse di donare molti artefatti di grande potere ai Supremi della Terra, così da mantenere un forte legame con quella realtà. Tra questi oggetti ci sono almeno due versioni dell'Occhio di Agamotto, la Sfera di Agamotto e il Libro dei Vishanti.
Agamotto stesso si è soprannominato "colui che vede tutto" e ha apparentemente speso la sua esistenza osservando gli eventi del Multiverso dalla dimensione dove risiede. Anche se potrebbe dimostrare dell'apatia nei confronti di uno o più universi se questi dovessero essere distrutti, questo comportamento potrebbe essere in realtà una finzione per motivare o insegnare qualcosa di nuovo ai Supremi, anche se gli altri Vishanti non sarebbero d'accordo. Infatti i Vishanti si sentono responsabili della sicurezza di ogni universo.
Agamotto non ha una propria forma corporea, e può prendere qualsiasi forma. Spesso apparendo sulla Terra assume la forma di una testa di felino, spesso quella di un leone o di una tigre. Quando il Dottor Strange ha visitato la dimensione di Agamotto, questi gli è apparso come un gigantesco bruco. Agamotto spiegò a Strange che ha utilizzato quest'immagine perché estrapolata dall'immagine del cervello del mago che aveva letto Alice nel paese delle meraviglie. Quando appare sotto questa forma Agamotto è spesso informale e loquace, mentre quando è assieme agli altri Vishanti ha un atteggiamento molto serio.

## Poteri e abilità
Agamotto ha abilità estremamente potenti, e si sospetta che sia più potente di Oshtur e Hoggoth anche quando le loro forze sono combinate insieme. Oltre a possedere poteri onniscienti, Agamotto è specializzato in poteri che aiutano a trovare informazioni. Inoltre i sensi e la mente di Agamotto sono molto più complessi di quelli di un semplice essere umano, tali da permettergli di osservare e comprendere diversi eventi che si svolgono contemporaneamente.